# 澤崎義敬
澤崎 義敬（さわざき よしのり、1947年4月14日 - ）は、日本の政治家。元富山県魚津市長（3期）。旭日小綬章。

## 来歴
富山県出身。富山県立魚津高等学校卒。魚津市議会議員、同議長を経て、2004年魚津市長選挙に立候補し、現職を破って初当選する。2008年無投票で再選。2012年にも無投票で三選した。市長は2016年まで務めた。このほか新川森林組合長、三ヶ生産森林組合長も務めた。2017年 春の叙勲で地方自治功労により旭日小綬章を受章。